# Nuoto ai campionati mondiali di nuoto 2023 - 400 metri stile libero maschili
La gara di nuoto dei 400 metri stile libero maschili dei campionati mondiali di nuoto 2023 è stata disputata il 23 luglio 2023 presso il Marine Messe Fukuoka di Fukuoka. Vi hanno preso parte 55 atleti provenienti da 51 nazioni.
La competizione è stata vinta dal nuotatore australiano Samuel Short, mentre l'argento e il bronzo sono andati rispettivamente al tunisino Ahmed Hafnaoui e al tedesco Lukas Märtens.

## Podio
| Posizione | Atleta         | Nazionalità |
| --------- | -------------- | ----------- |
| Oro       | Samuel Short   | Australia   |
| Argento   | Ahmed Hafnaoui | Tunisia     |
| Bronzo    | Lukas Märtens  | Germania    |

## Programma
| Data           | Ora (UTC+9) | Turno    |
| -------------- | ----------- | -------- |
| 23 luglio 2023 | 10:47       | Batterie |
| 23 luglio 2023 | 20:02       | Finale   |

## Record
Prima della competizione il record del mondo e il record dei campionati erano i seguenti:
| Record mondiale       | 3'40"07 | Paul Biedermann Germania | 26 luglio 2009 Roma, Italia |
| Record dei campionati | 3'40"07 | Paul Biedermann Germania | 26 luglio 2009 Roma, Italia |

Nel corso della competizione non sono stati migliorati.

## Risultati

### Batterie
| Pos. | Batteria | Corsia | Atleta                  | Nazionalità          | Tempo   | Note |
| ---- | -------- | ------ | ----------------------- | -------------------- | ------- | ---- |
| 1    | 6        | 5      | Samuel Short            | Australia            | 3'42"44 | Q    |
| 2    | 6        | 3      | Felix Auböck            | Austria              | 3'44"14 | Q    |
| 3    | 5        | 5      | Guilherme da Costa      | Brasile              | 3'44"17 | Q    |
| 4    | 5        | 7      | Ahmed Hafnaoui          | Tunisia              | 3'44"34 | Q    |
| 5    | 5        | 4      | Lukas Märtens           | Germania             | 3'44"42 | Q    |
| 6    | 6        | 2      | Kim Woo-min             | Corea del Sud        | 3'44"52 | Q    |
| 7    | 6        | 4      | Elijah Winnington       | Australia            | 3'44"63 | Q    |
| 8    | 5        | 3      | Antonio Djakovic        | Svizzera             | 3'45"43 | Q    |
| 9    | 5        | 2      | Kieran Smith            | Stati Uniti          | 3'45"77 |      |
| 10   | 6        | 0      | Kristóf Rasovszky       | Ungheria             | 3'46"56 |      |
| 11   | 5        | 0      | Alfonso Mestre Vivas    | Venezuela            | 3'46"61 |      |
| 12   | 6        | 6      | Marco De Tullio         | Italia               | 3'47"23 |      |
| 13   | 5        | 1      | Lucas Pierre Henveaux   | Belgio               | 3'47"88 |      |
| 14   | 6        | 1      | Matteo Ciampi           | Italia               | 3'48"12 |      |
| 15   | 5        | 8      | Marwan El-Kamash        | Egitto               | 3'48"31 |      |
| 16   | 4        | 7      | Kregor Zirk             | Estonia              | 3'48"43 |      |
| 17   | 6        | 7      | David Johnston Jr       | Stati Uniti          | 3'48"68 |      |
| 18   | 4        | 5      | Bar Soloveychik         | Israele              | 3'49"21 |      |
| 19   | 4        | 2      | Dimitrios Markos        | Grecia               | 3'49"41 |      |
| 20   | 4        | 1      | Carlos Quijada Roldan   | Spagna               | 3'49"60 |      |
| 21   | 5        | 6      | Oliver Klemet           | Germania             | 3'49"79 |      |
| 22   | 4        | 6      | Krzysztof Chmielewski   | Polonia              | 3'49"90 |      |
| 23   | 4        | 8      | Eric Georges Brown      | Canada               | 3'50"68 |      |
| 24   | 4        | 3      | Khiew Hoe Yean          | Malaysia             | 3'50"78 |      |
| 25   | 6        | 8      | Logan Fontaine          | Francia              | 3'51"56 |      |
| 26   | 4        | 4      | Luke Turley             | Gran Bretagna        | 3'51"95 |      |
| 27   | 4        | 0      | Jovan Lekić             | Bosnia ed Erzegovina | 3'53"17 |      |
| 28   | 3        | 6      | Joaquín Vargas          | Perù                 | 3'53"54 |      |
| 29   | 3        | 2      | Eduardo Cisternas       | Cile                 | 3'53"80 |      |
| 30   | 3        | 5      | Velimir Stjepanović     | Serbia               | 3'54"25 |      |
| 31   | 4        | 9      | Glen Lim Jun Wei        | Singapore            | 3'54"42 |      |
| 32   | 6        | 9      | Zac Reid                | Nuova Zelanda        | 3'55"55 |      |
| 33   | 5        | 9      | Zhang Ziyang            | Cina                 | 3'55"76 |      |
| 34   | 3        | 1      | Tonnam Kanteemool       | Thailandia           | 3'56"69 |      |
| 35   | 3        | 3      | Kushagra Rawat          | India                | 3'59"03 |      |
| 36   | 3        | 4      | Ngoc Vinh Do            | Vietnam              | 4'02"05 |      |
| 37   | 3        | 7      | Pavel Alovatki          | Moldavia             | 4'02"43 |      |
| 38   | 3        | 0      | Loris Bianchi           | San Marino           | 4'03"88 |      |
| 39   | 2        | 3      | Sauod Al-Shamroukh      | Kuwait               | 4'04"95 |      |
| 40   | 2        | 8      | Gerald Hernandez Huerta | Nicaragua            | 4'05"13 |      |
| 41   | 2        | 4      | Alberto Vega Sancho     | Costa Rica           | 4'05"18 |      |
| 42   | 1        | 6      | Raekwon Jibril Noel     | Guyana               | 4'05"70 |      |
| 43   | 2        | 5      | Théo Druenne            | Monaco               | 4'06"58 |      |
| 44   | 1        | 4      | Mal Gashi               | Kosovo               | 4'07"65 |      |
| 45   | 2        | 6      | Nikola Ǵuretanoviḱ      | Macedonia del Nord   | 4'07"87 |      |
| 46   | 2        | 0      | Nasir Yahya Hussain     | Nepal                | 4'08"23 |      |
| 47   | 2        | 7      | Líggjas Joensen         | Fær Øer              | 4'09"17 |      |
| 48   | 2        | 9      | Timothy Tek-Sing Leberl | Mauritius            | 4'09"47 |      |
| 49   | 2        | 1      | Mauricio Arias          | Rep. Dominicana      | 4'11"15 |      |
| 50   | 1        | 5      | Muhammad Siddiqui       | Pakistan             | 4'12"29 |      |
| 51   | 2        | 2      | José Campo              | El Salvador          | 4'15"97 |      |
| 52   | 3        | 9      | Dylan Cachia            | Malta                | 4'16"27 |      |
| 53   | 1        | 2      | Ali Sadeq Alawi         | Bahrein              | 4'17"02 |      |
| 54   | 1        | 3      | Mohammed Al-Zaki        | Arabia Saudita       | 4'20"48 |      |
| 55   | 3        | 8      | Mark Ducaj              | Albania              | 4'20"88 |      |

### Finale
| Pos.    | Corsia | Atleta             | Nazionalità   | Tempo   | Note |
| ------- | ------ | ------------------ | ------------- | ------- | ---- |
| Oro     | 4      | Samuel Short       | Australia     | 3'40"68 |      |
| Argento | 6      | Ahmed Hafnaoui     | Tunisia       | 3'40"70 |      |
| Bronzo  | 2      | Lukas Märtens      | Germania      | 3'42"20 |      |
| 4       | 3      | Guilherme da Costa | Brasile       | 3'43"58 |      |
| 5       | 8      | Kim Woo-min        | Corea del Sud | 3'43"92 |      |
| 6       | 7      | Antonio Djakovic   | Svizzera      | 3'44"22 |      |
| 7       | 1      | Elijah Winnington  | Australia     | 3'44"26 |      |
| 8       | 5      | Felix Auböck       | Austria       | 3'44"33 |      |